# Raveniola virgata
Raveniola virgata är en spindelart som först beskrevs av Simon 1891.  Raveniola virgata ingår i släktet Raveniola och familjen Nemesiidae. Inga underarter finns listade i Catalogue of Life.